# Dieter Schroth
Heinz-Dieter Schroth (* 28. Dezember 1948) ist ein deutscher Herrenausstatter und ehemaliger Lebens- und Geschäftspartner von Harald Glööckler.

## Leben
Schroth spielte als Torwart bei verschiedenen Fußballvereinen als Vertragsspieler. Von 1968 bis 1971 war er Torwart bei Wormatia Worms. Danach spielte er in der Regionalliga Südwest in der Saison 1971/72 auch für den VfR Frankenthal, mit dem er als 15. aus der Regionalliga abstieg.
Nach seiner Fußballlaufbahn betrieb er eine Boutique für Herrenmode. Er lernte Glööckler mit 38 Jahren in einer Mannheimer Bar/Disco oder Stuttgarter Bar kennen. Zuvor war Schroth verheiratet und hat aus dieser geschiedenen Ehe zwei Töchter, wobei eine von ihnen im Modeunternehmen mitarbeitet.
Der Industriekaufmann eröffnete 1987 zusammen mit Glööckler das Modegeschäft „Jeans Garden“ in der Stuttgarter Innenstadt, in dem sie vor allem von Glööckler gestaltete Jeans und Hemden verkauften. 1990 gründeten beide das Modelabel Pompöös. 
Schroth war bis zum 15. Januar 2020 Geschäftsführer der „Harald Glööckler International GmbH“. Er wohnte mit Glööckler und dem gemeinsamen Hund „Billy King“ in Berlin und tauchte unter anderem 2012 in mehreren Dokumentationen über Glööckler als Interviewter im Fernsehen auf. Am 11. Februar 2015 sind Schroth und Glööckler in Berlin eine Lebenspartnerschaft eingegangen. Ab dem Sommer 2015 lebten sie gemeinsam in Kirchheim an der Weinstraße.
Anfang 2023 haben sie sich getrennt. Dieter Schroth wohnt weiterhin in der Villa in Kirchheim a.d.W. Harald Glööckler ist nach Berlin umgezogen.